# نادي الميمونة
نادي الميمونة الرياضي هو فريق كرة قدم عراقي مقره في قضاء الميمونة، ميسان، يلعب في الدوري العراقي الدرجة الثانية.

## روابط خارجية
- نادي الميمونة على Goalzz.com
- أندية العراق - تواريخ التأسيس